# Eupithecia steeleae
Eupithecia steeleae là một loài bướm đêm trong họ Geometridae.